# 理查德·威廉斯 (澳洲空軍軍人)

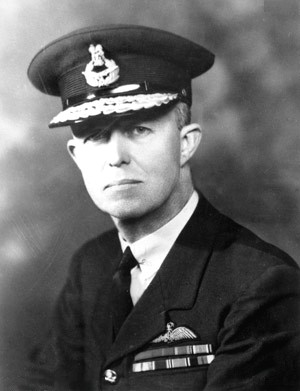

理查德·威廉斯（英語：Richard Williams，1890年8月3日—1980年2月7日），譽為皇家澳洲空軍之父。他是首位於澳洲受訓的飛機師，第一次世界大戰時指揮英國和澳洲戰鬥機。 他認為空軍不應隸屬於其他軍隊部門，對建立皇家澳洲空軍的工作舉足輕重，1922年擔任首任空軍總長官（Chief of the Air Staff），任期長達三十年，是歷屆之冠。